# Otto Warschauer
Otto Friedrich Warschauer (* 29. Juli 1853 in Liegnitz; † 30. September 1916 in Berlin) war ein deutscher Staatswissenschaftler und  Nationalökonom.

## Leben
Bis 1890 lehrte er als Privatdozent in Leipzig. 1890 wurde er außerordentlicher Professor für Staatswissenschaften in Darmstadt. Von 1894 bis 1916 zunächst als Privat-Dozent, ab 1. Oktober 1902 als Dozent, ab 1912 als Honorarprofessor für Nationalökonomie, Geschichte des Sozialismus sowie für Bank- und Börsengeschäfte in der Abteilung VI für Allgemeine Wissenschaften, insbesondere für Mathematik und Naturwissenschaften der Königlichen Technischen Hochschule zu Berlin.

## Schriften (Auswahl)
- Saint-Simon und der Saint-Simonismus. Leipzig 1892.
- Fourier. Seine Theorie und Schule. Leipzig 1893.
- Zur Entwicklungsgeschichte des Sozialismus. Berlin 1909.